# Massimo Scarpa
Massimo Scarpa (Venetië, 5 juni 1970) is een Italiaanse golfprofessional. Scarpa geeft anno 2016 les op de Golf Club di Padova.

## Amateur
Hoewel Scarpa een rechtshandige speler is, heeft hij vaak ook twee linkshandige wedges in zijn tas. Dat komt doordat hij als jongetje linkshandig speelde. Op 14-jarige leeftijd kreeg hij het advies toch rechtshandig te gaan spelen, maar bij het korte werk, binnen de 55 meter, speelt hij nog steeds linkshandig.

#### Gewonnen
- 1992: European Amateur Individual Championship

#### Teams
In 1991 en 1992 zat Scarpa in het nationale team. 
- Eisenhower Trophy: 1992
- St Andrews Trophy: 1992

## Professional

#### Gewonnen
- 1998: Finnish Masters (par)
- 1998: Rimini International Open (par)
- 1998: Italiaans PGA Kampioenschap
- 2000: Italiaans PGA Kampioenschap
- 2000: Buzzgolf.com North West of Ireland Open (-13)
- 2001: Italiaans PGA Kampioenschap

#### Teams
- Alfred Dunhill Cup: 1999 (met Emanuele Canonica en Costantino Rocca)